# Elena Ballesteros
María Elena Ballesteros Triguero (Madrid, 6 de julio de 1981), conocida como Elena Ballesteros, es una actriz española de cine y televisión.

## Biografía
Comenzó haciendo anuncios de publicidad, mientras acudía a castings para conseguir su gran sueño, ser actriz. Esta oportunidad le llegó con el papel de Lola en la serie Más que amigos, con 15 años, en 1996. En ella compartió reparto con Paz Vega, Melani Olivares y Alberto San Juan, entre otros. En esa misma época fue presentadora del programa infantil Club Disney, lo que le impidió formar parte del reparto de Compañeros a pesar de haber sido seleccionada tras presentarse al casting.
A esta serie le seguiría Periodistas, donde daba vida a la hija de José Coronado. Este papel le dio gran popularidad y le abrió las puertas del cine.
Desde entonces ha rodado a las órdenes de directores como Manuel Iborra, Gerardo Herrero, Mariano Barroso o Roger Young. Cabe destacar Café solo o con ellas de Álvaro Díaz Lorenzo, una de las películas españolas más taquilleras del año 2007. Puede mencionarse también La habitación de Fermat con una gran andadura internacional. En 2009 rodó en Buenos Aires la película Propios y extraños del director Manolo González, cuyo guion fue premiado por la ASGAE.
Volvió a trabajar en televisión, protagonizando la telecomedia musical Paco y Veva junto a Hugo Silva y posteriormente, Mesa para cinco y la serie de intriga Motivos personales. En el verano de 2007 comenzó el rodaje de una producción televisiva que emitió Antena 3 bajo el título La familia Mata, en la que compartió protagonismo con el actor Daniel Guzmán. En julio de 2011 estrenó la serie Punta Escarlata para la cadena de televisión Telecinco.
Desde junio de 2011 lleva un blog personal en la web de Fotogramas llamado Ahora que lo pienso....
En teatro ha intervenido en el montaje de la obra Perfectos desconocidos, dirigida por Daniel Guzmán. y en la obra de teatro "Miles Gloriosus", estrenada en el festival de Mérida en 2022.

## Vida privada
Fue pareja del también actor Paco Marín con quien tuvo una hija en el 2004.

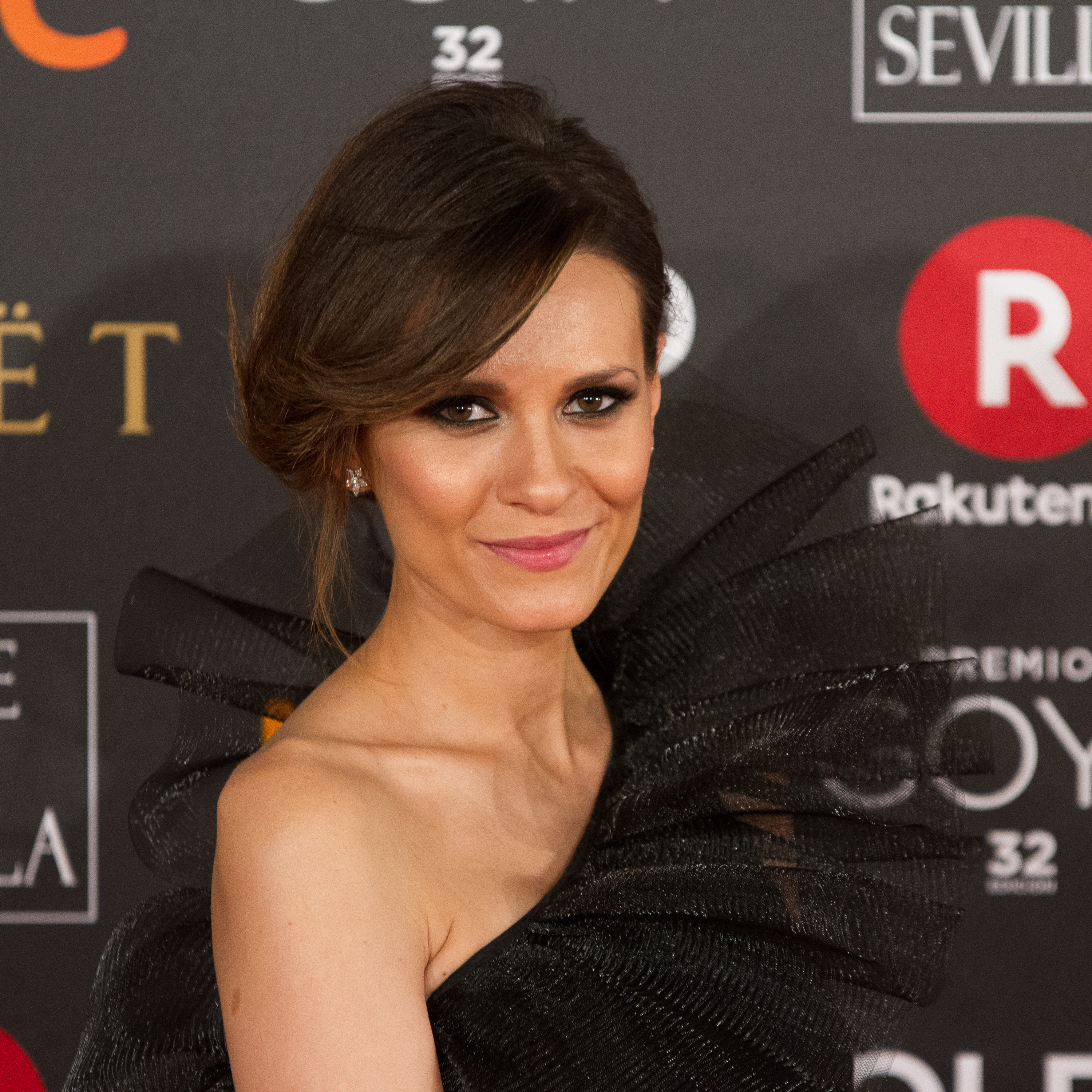
Elena Ballesteros en los Premios Goya 2018

Se casó el 23 de julio de 2010 con el cómico Dani Mateo, al que conoció durante el rodaje de La familia Mata. A principios de julio de 2016, ambos confirman su divorcio tras 8 años como pareja.
Es hermana de la también actriz Paula Ballesteros.
El 8 de julio de 2017 contrajo matrimonio civil con el biólogo Juan Antonio Susarte Sánchez-Rex.

## Filmografía

### Largometrajes
| Año  | Título                           | Personaje         | Director                         |
| ---- | -------------------------------- | ----------------- | -------------------------------- |
| 2000 | Kasbah                           | Laura             | Mariano Barroso                  |
| 2001 | Clara y Elena                    | Elena adolescente | Manuel Iborra                    |
| 2002 | El lugar donde estuvo el paraíso | Ana               | Gerardo Herrero                  |
| 2003 | Mi padre, el Emperador           | Octavia           | Roger Young                      |
| 2004 | Un año en La Luna                | Sonia             | Antonio Gárate                   |
| 2006 | El ciclo Dreyer                  | Elena             | Álvaro del Amo                   |
| 2007 | Café solo o con ellas            | Alma              | Álvaro Díaz Lorenzo              |
| 2007 | La habitación de Fermat          | Oliva             | Luis Piedrahíta y Rodrigo Sopeña |
| 2010 | Propios y extraños               | Sandra            | Manolo González                  |
| 2011 | Lo contrario al amor             | Sandra            | Vicente Villanueva               |
| 2013 | Como todas las mañanas           | Lucía             | Toni Nievas                      |
| 2015 | Reverso                          | Marta             | Carlos Martín                    |

### Cortometrajes
| Año  | Título           | Personaje            | Dirección                   |
| ---- | ---------------- | -------------------- | --------------------------- |
| 2008 | K-117            | Chica de rojo        | Eugenio Tardon              |
| 2009 | El momento justo | Mamen                | Hugo Serra y Gonzalo Visedo |
| 2018 | Uvas rojas       | Arianne              | José Mingo                  |
| 2022 | Quién            | Directora del Centro | Carlos Martín               |

### Televisión
| Año         | Título                                | Personaje                      | Cadena      | Notas         |
| ----------- | ------------------------------------- | ------------------------------ | ----------- | ------------- |
| 1996 - 1997 | Club Disney                           | Ella misma                     | La 1        | Presentadora  |
| 1997 - 1998 | Más que amigos                        | Lola                           | Telecinco   | 21 episodios  |
| 1998 - 2002 | Periodistas                           | Isabel Sanz                    | Telecinco   | 82 episodios  |
| 2003        | Imperium: Augustus                    | Octavia                        | Telecinco   | Telefilme     |
| 2004        | Paco y Veva                           | Veva                           | La 1        | 18 episodios  |
| 2005        | Motivos personales                    | Silvia Márquez                 | Telecinco   | 13 episodios  |
| 2005        | Siete vidas                           | Olivia                         | Telecinco   | 1 episodio    |
| 2006        | Mesa para cinco                       | Cristina                       | La Sexta    | 7 episodios   |
| 2007 - 2009 | La familia Mata                       | Susana Mata                    | Antena 3    | 36 episodios  |
| 2011        | Punta Escarlata                       | Eva Jiménez                    | Telecinco   | 9 episodios   |
| 2013        | Frágiles                              | Olga                           | Telecinco   | 1 episodio    |
| 2014        | Los misterios de Laura                | Nuria Valle                    | La 1        | 1 episodio    |
| 2014        | Ciega a citas                         | Rebeca de la Torre             | Cuatro      | 25 episodios  |
| 2014        | Cuéntame un cuento: Los tres cerditos | Elena                          | Antena 3    | 1 episodio    |
| 2015        | B&b, de boca en boca                  | Maite Gasca                    | Telecinco   | 3 episodios   |
| 2018        | Apaches                               | Cris                           | Antena 3    | 12 episodios  |
| 2018 - 2020 | Cuéntame cómo pasó                    | Sara                           | La 1        | 9 episodios   |
| 2021        | La que se avecina                     | Carolina                       | Prime Video | 4 episodios   |
| 2021 - 2023 | Servir y proteger                     | Carolina «Carol» Hidalgo Rojas | La 1        | 304 episodios |
| 2024        | Una vida menos en Canarias            | Carmen                         | Atresplayer | 1 episodio    |
| 2024        | Atasco                                | Paciente                       | Prime Video | 3 episodios   |

## Radio
- Qué asco de verano (2014) con Dani Mateo en la Cadena SER.
- El Palomar (Oh My LOL) en la Cadena SER.